# Residencia presidencial de Suárez y Reyes
La Residencia presidencial de Suárez y Reyes es la principal residencia oficial del Presidente de la República Oriental del Uruguay. Se encuentra ubicada en el barrio Prado, en la zona centro-oeste de  Montevideo. 
Recibe su nombre debido a su ubicación en la intersección de las avenidas Joaquín Suárez y 19 de abril; donde de alguna forma también inicia la calle Reyes, de ahí el nombre con que se conoce popularmente a la residencia del Presidente. A sus espaldas se encuentra el Jardín Botánico de Montevideo. Es custodiada por el regimiento de Blandengues de Artigas.

## Historia

### Construcción y primeros años

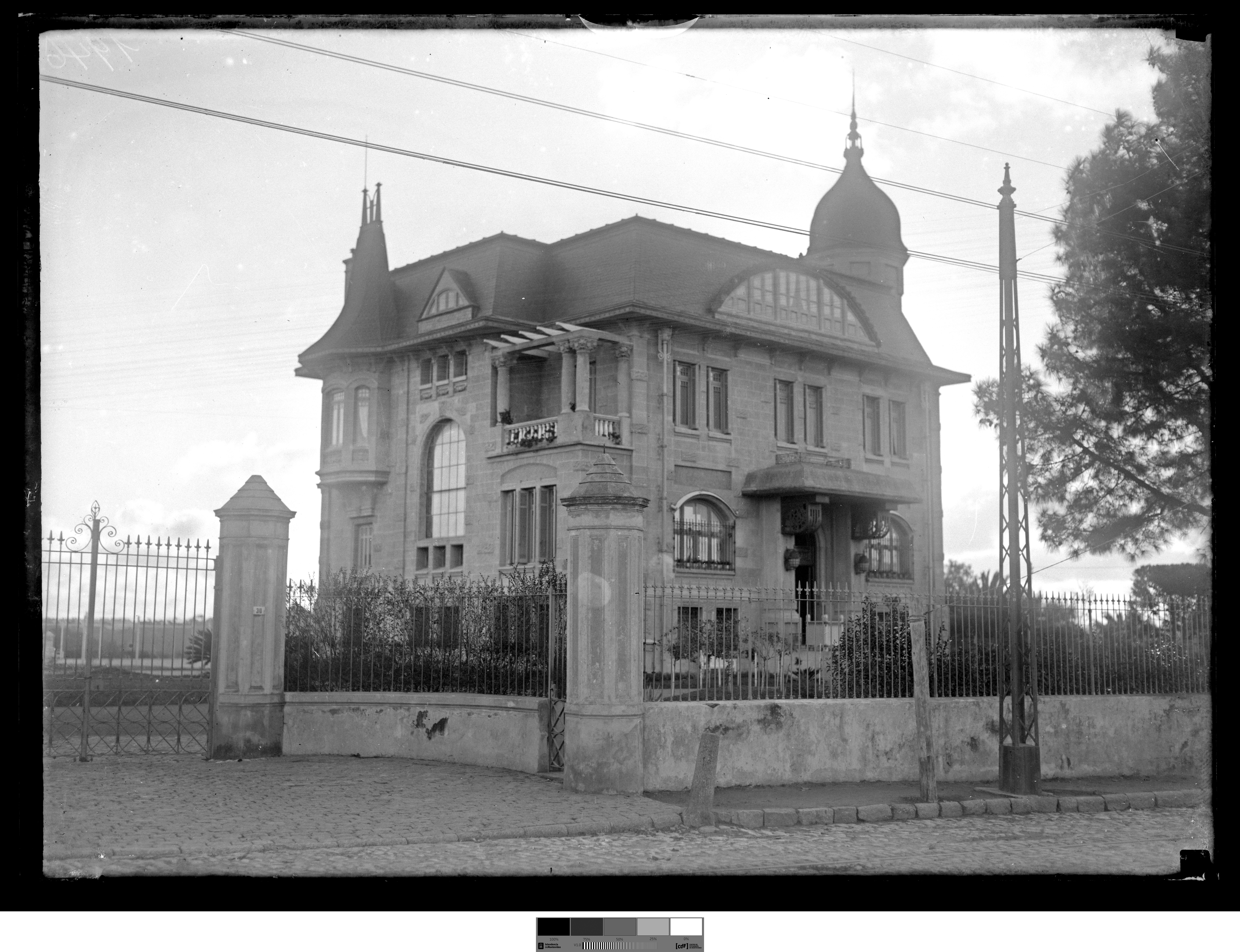
Residencia Fein Lerena en sus primeros años

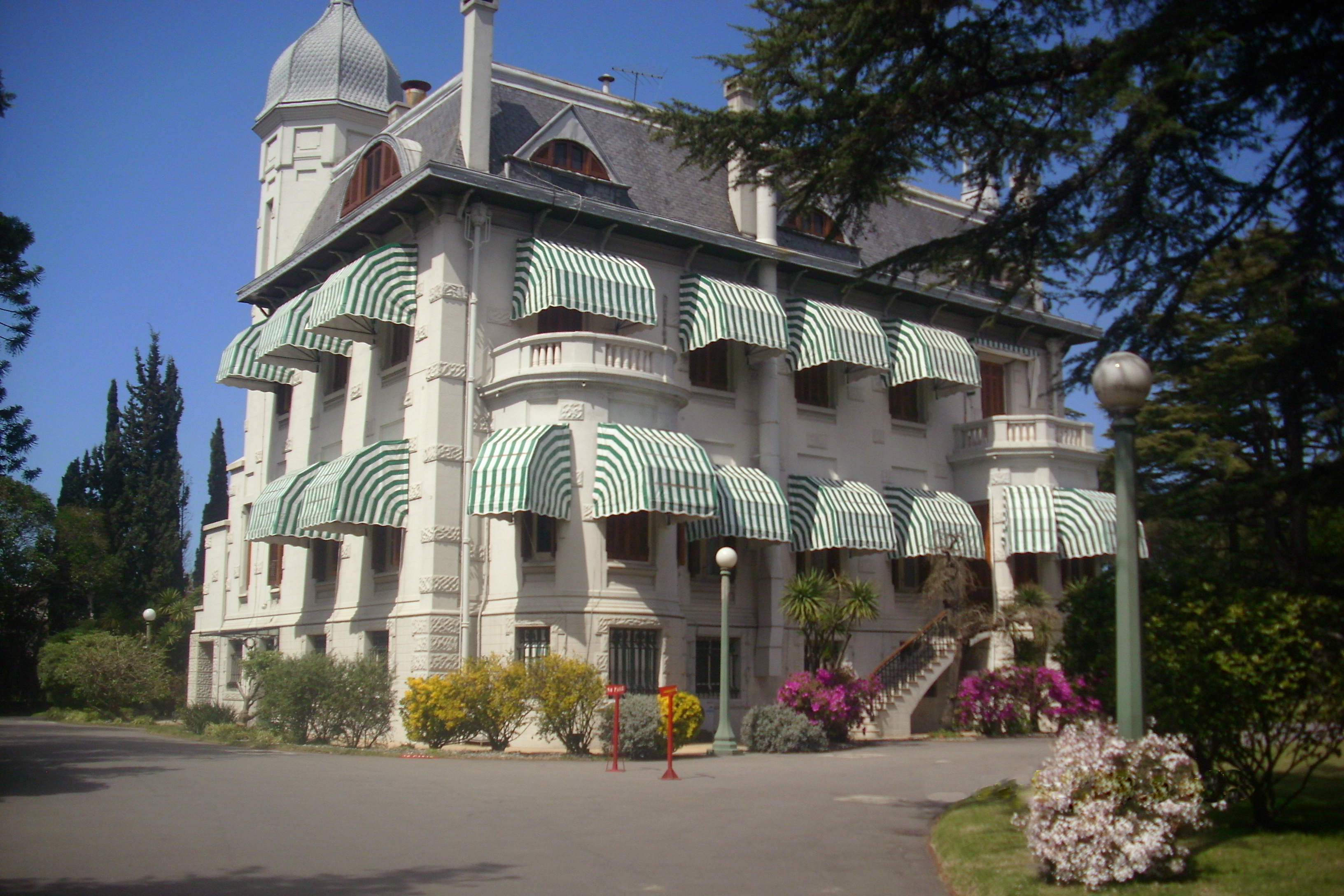
La residencia y sus jardines.

En 1907, alrededor de doce solares fueron rematados en la zona del Prado, entre los cuales se encontraba el terreno que hoy ocupa la residencia. Este fue adquirido por Adelina Lerena de Fein por un total de 8 875. La familia Fein Lerena encargó la construcción de una casa de tres plantas en estilo ecléctico, destinada a ser una residencia de descanso. Desde la década de 1880, la zona del Prado había sido habitada por la clase alta uruguaya, que construyó numerosas mansiones y palacetes con jardines en estilos arquitectónicos europeos. El arquitecto responsable de la obra fue Juan María Aubriot, quien finalizó la construcción en 1908.
Tras el fallecimiento de los propietarios originales, sus herederos decidieron vender la propiedad, que fue adquirida en 1920 por el alemán Werner Quincke y su esposa, Clara Hoffmann. Los nuevos propietarios instalaron un elevador y encargaron reformas al arquitecto Karl Trambauer, quien añadió la característica torre.

En 1925, la familia Quincke vendió la propiedad, que fue adquirida por el médico y diplomático Federico Susviela Guarch y su esposa, Corina Elejalde, por 80 000 pesos. Durante el tiempo en que la casa fue habitada por la familia Susviela Elejalde, se celebraron grandes recepciones, documentadas por las crónicas de la época. Tras la muerte de Susviela en 1928, la residencia pasó a ser habitada por su viuda, pero debido a dificultades económicas y un creciente endeudamiento, los herederos cedieron sus derechos a la Intendencia Municipal de Montevideo. Entre 1941 y 1947, sirvió como sede del Servicio Hidrógrafo de la Armada.

### Residencia presidencial
En 1947, la presidencia de la República se encontraba en búsqueda de una propiedad para destinarla como residencia oficial del presidente, debido a que hasta ese momento se solían alquilar propiedades para hogar de la familia presidencial. El presidente de la República, Luis Batlle Berres, a sugerencia de su esposa, la primera dama Matilde Ibáñez optó por la Quinta de Suárez y Reyes, debido a que ellos se habían conocido mientras caminaban frente a ella en 1925.

Una vez adjudicada la quinta, se le encomendaron reformas al arquitecto Juan Scasso.Durante la presidencia de Jorge Pacheco Areco se expropiaron solares colindantes al predio, de manera que las calles Bernardo Berro y Valdense quedaron dentro de la residencia. Durante el primer gobierno de Julio María Sanguinetti se realizaron importantes obras de renovación bajo la dirección del arquitecto Enrique Benech y los artistas visuales Manuel Espínola Gómez y Enrique Medina.
Según Marta Canessa, esposa del dos veces presidente Julio María Sanguinetti, la residencia de Suárez y Reyes tiene "la dignidad de una casa que representa al país, la jerarquía que tienen todas las presidencias del mundo y un sentido institucional".

## Descripción de la residencia

### Interior

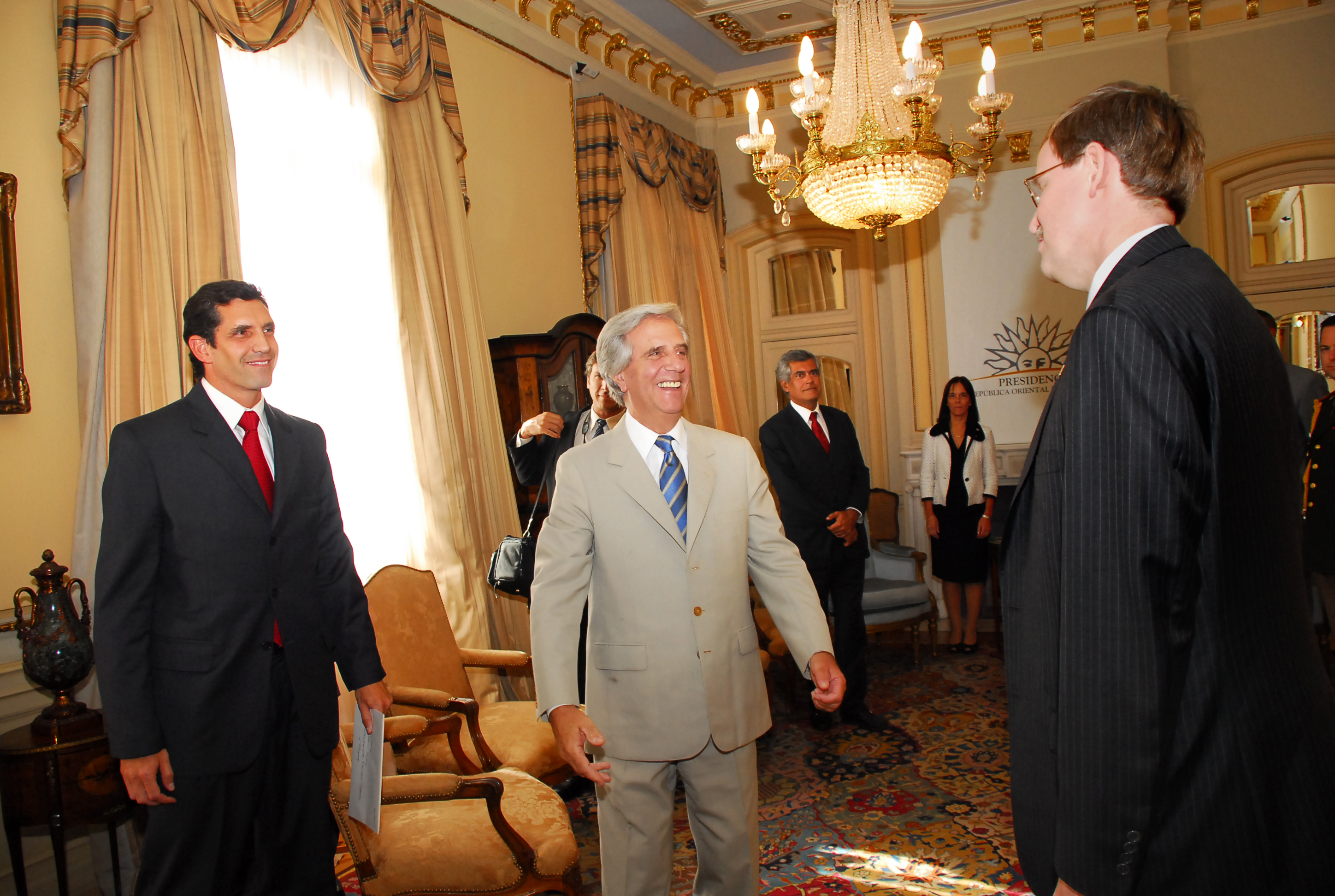
Recepción diplomática con el embajador estadounidense David Daniel Nelson (2010)

La casa principal se trata de un edificio de tres pisos de estilo ecléctico. La cocina y el área de servicio se encuentran en el sótano, los espacios ceremoniales y las oficinas en el primer piso, mientras que la residencia privada ocupa el segundo piso. La entrada principal cuenta con una escalera de mármol que conduce al vestíbulo, alrededor del cual se encuentran la zona de recepción, una escalera de madera de estilo imperial y un ascensor. El piso del vestíbulo está adornado con mosaicos venecianos con patrones geométricos. Además, la escalera de madera imperial consta de un tramo recto inicial, seguido de un descansillo, y luego dos tramos en espiral opuestos que ascienden en dirección contraria al primero.

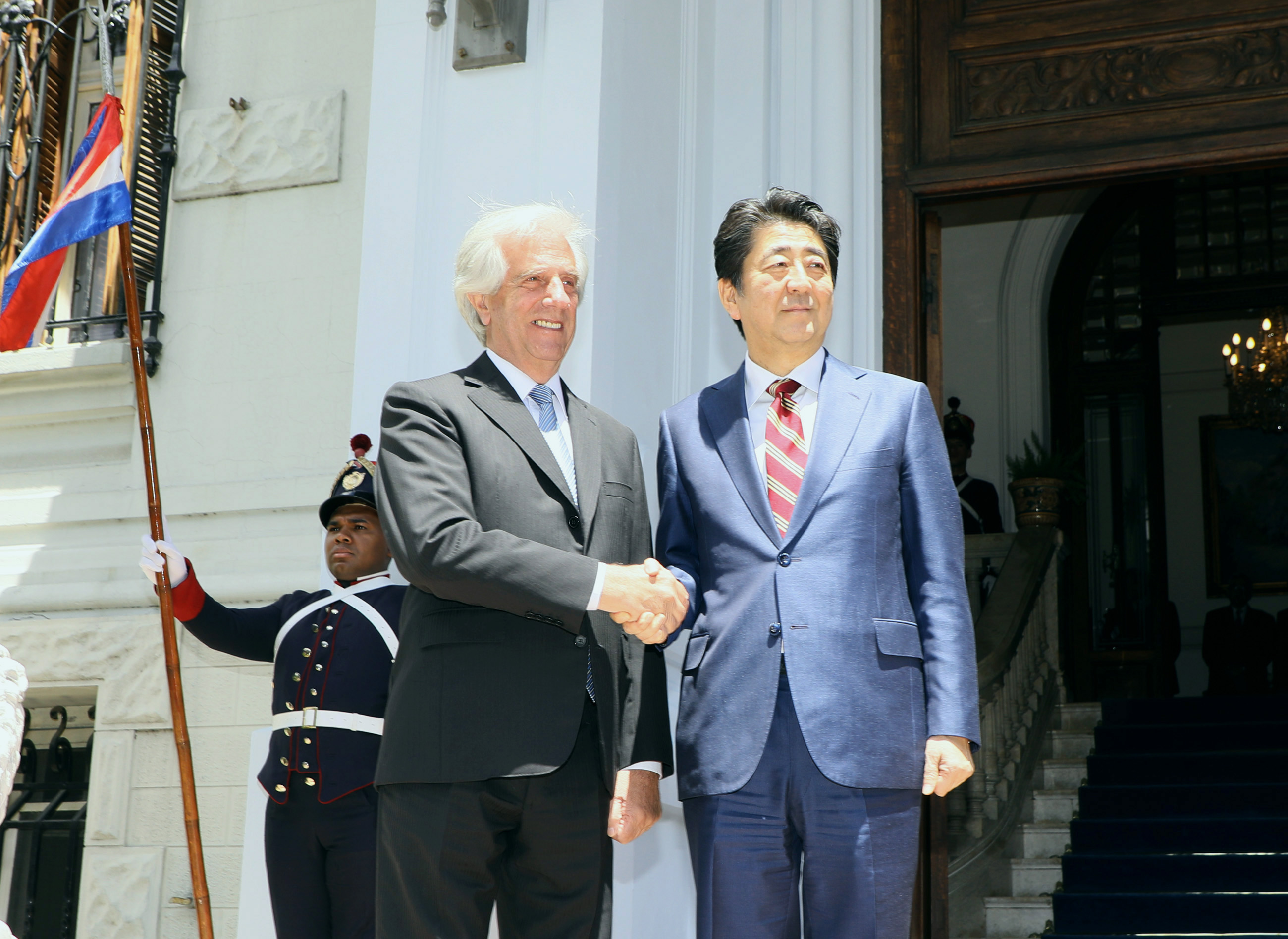
Visita del primer ministro japonés Shinzō Abe (2018)

La planta baja —conocida como «Planta Protocolar»— cuenta con el vestíbulo de entrada, flanqueado por el antiguo comedor, la sala de recepciones y la oficina presidencial. El antiguo comedor ahora se utiliza como sala de reuniones para el Consejo de Ministros, con un techo ornamentado adornado con intrincados trabajos de madera de roble. Frente a esta sala se encuentra el área de recepción, donde el presidente se reúne con diplomáticos, altos dignatarios extranjeros y otras personalidades. La misma se encuentra amueblada con muebles de estilo Luis XV, y cuenta con piso de marquetería y taraceado de diferentes maderas.
Por su parte, la oficina presidencial está decorada con boiserie de roble y cuenta con un amplio boínder con vistas a los jardines. El mobiliario incluye un escritorio de caoba, mesas auxiliares de roble y sillas Luis XV tapizadas en azul claro. La decoración se completa con una pintura de la renombrada artista uruguaya Petrona Viera, una escultura ecuestre de José Belloni y una alfombra persa, obsequio de la primera ministra de la India, Indira Gandhi. En la segunda planta se ubica la residencia, compuesta de una sala, un comedor y tres dormitorios.

### Exterior
El complejo residencial cuenta, además del palacete principal, con otras edificaciones que sirven a diferentes propósitos. El edificio conocido como «Suárez Chico» —que en el pasado albergó el Observatorio Meteorológico Municipal—, dispone de un espacio para reuniones informales del presidente y, ocasionalmente, funciona como sala de prensa.

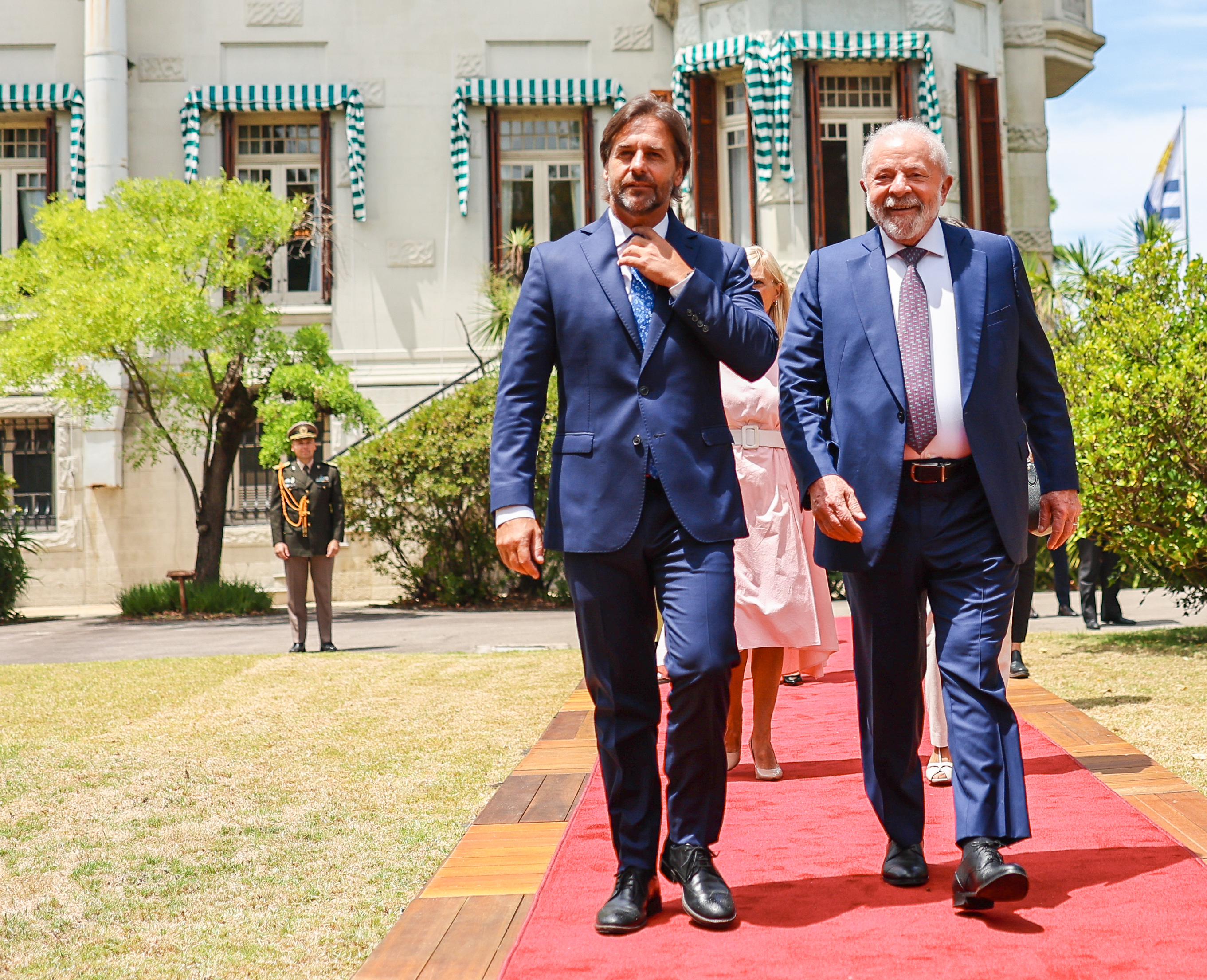
Luis Lacalle Pou y el presidente brasileño Luiz Inácio Lula da Silva en los jardines de la residencia (2023)

En los jardines del complejo se encuentra un pabellón de eventos, construido en 1998, que cuenta con una zona de parrillada y sirve como espacio para recepciones y otras celebraciones. También incluyen un estanque y rosaleda —que integraba el Museo y Jardín Botánico de Montevideo—, acompañados de estatuas de mármol de Carrara. Entre las especies que se exhiben en el parque, se encuentran ejemplares de cedrus deodara, juniperus chinensis, pinus canariensis, tipuana, and taxodium distichum.
El complejo abarca un área total de 3,8 hectáreas. La residencia también cuenta con una piscina y una cancha deportiva que, a su vez, funciona como helipuerto. Con motivo del Día del Patrimonio, el complejo abre sus puertas para ser visitado por los ciudadanos.

## Residentes
| Presidente              | Período   | Partido político     |
| ----------------------- | --------- | -------------------- |
| Luis Batlle Berres      | 1947-1951 | Partido Colorado     |
| Andrés Martínez Trueba  | 1951-1955 | Partido Colorado     |
| Jorge Pacheco Areco     | 1967-1972 | Partido Colorado     |
| Juan María Bordaberry   | 1972-1973 | Partido Colorado     |
| Juan María Bordaberry   | 1973-1976 | Presidentes de facto |
| Aparicio Méndez         | 1976-1981 | Presidentes de facto |
| Gregorio Álvarez        | 1981-1985 | Presidentes de facto |
| Julio María Sanguinetti | 1985-1990 | Partido Colorado     |
| Julio María Sanguinetti | 1995-2000 | Partido Colorado     |
| Luis Alberto Lacalle    | 1990-1995 | Partido Nacional     |
| Jorge Batlle            | 2000-2005 | Partido Colorado     |
| Luis Lacalle Pou        | 2020-2025 | Partido Nacional     |

- Jorge Batlle y Luis Lacalle Pou fueron los únicos presidentes que no solo habitaron la residencia como tales, sino también en su infancia y juventud, por ser hijos de los presidentes Luis Batlle Berres y Luis Alberto Lacalle.

Presidentes que no habitaron en ella:
- Los sucesivos integrantes del Consejo Nacional de Gobierno (1955-1967), no residieron allí.
- Óscar Gestido (1967) y su esposa Elisa de los Campos llevaban un estilo de vida muy austero, y ante las durezas económicas que enfrentaba el país en 1967, para dar el ejemplo resolvieron permanecer en su casa en el barrio Pocitos.
- Tabaré Vázquez (2005-2010; 2015-2020), vecino del Prado, decidió seguir viviendo en su propia casa y utilizar la residencia de Suárez y Reyes sólo para fines oficiales.
- José Mujica (2010-2015) siguió viviendo en su chacra en el Montevideo rural, y también la utilizó únicamente con fines oficiales.[27][28]
- Yamandú Orsi (2025-2030) y su esposa Laura Alonsopérez decidieron continuar viviendo en su casa en Salinas.[29]